# Йоахім Штандфест
Йоахім Штандфест (нім. Joachim Standfest, нар. 30 травня 1980, Леобен) — австрійський футболіст, захисник.
Насамперед відомий виступами за клуби ГАК (Грац) та «Аустрію» (Відень), а також національну збірну Австрії, у складі якої був учасником домашнього Євро-2008.

## Клубна кар'єра
Народився 30 травня 1980 року в місті Леобен. Вихованець юнацьких команд футбольних клубів «Радмер» та «Айзенерц».
У дорослому футболі дебютував 1997 року виступами за «Роттенманн», в якому провів один сезон.

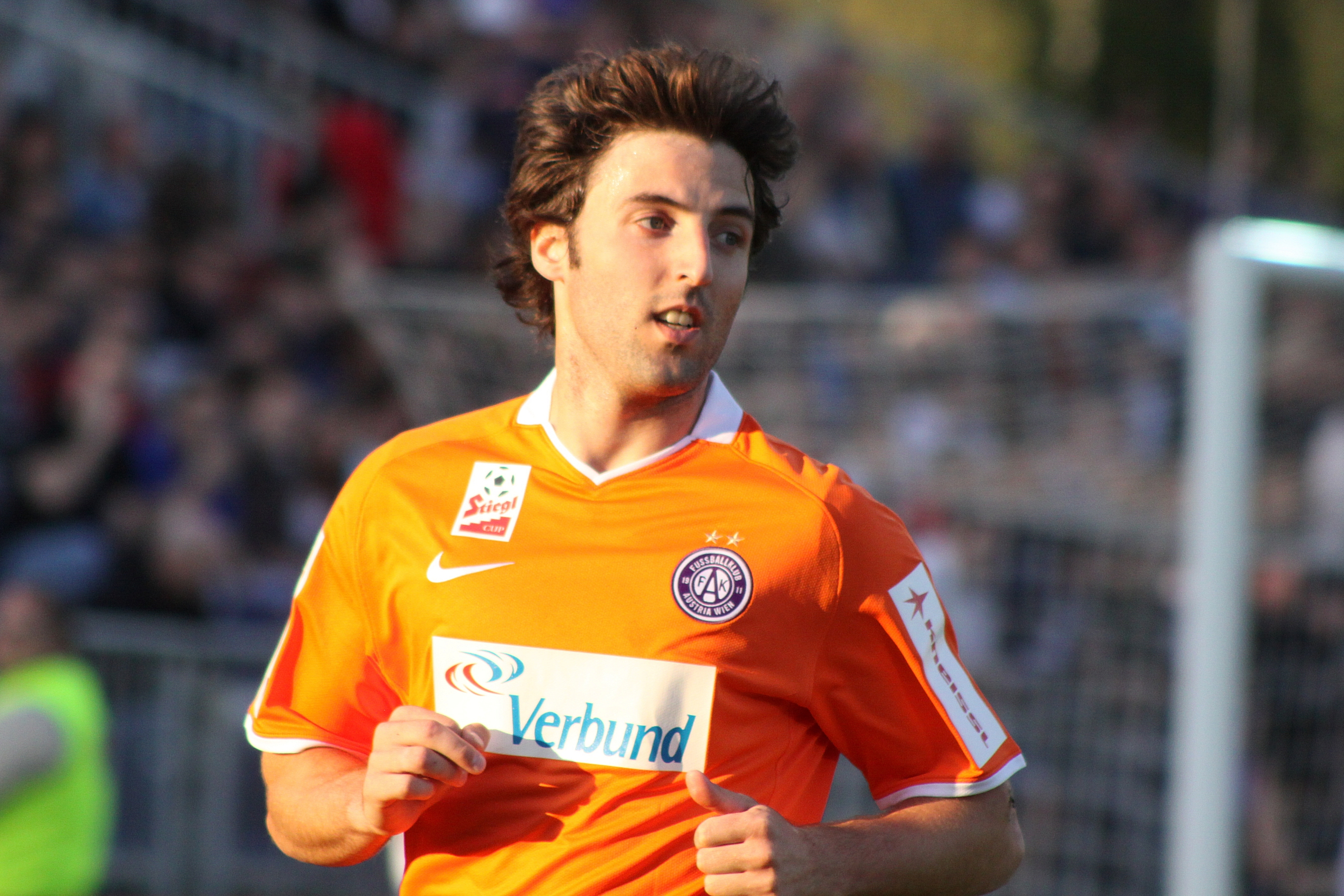
Йоахім Штандфест 2009 року в складі «Аустрії»

Своєю грою привернув увагу представників тренерського штабу клубу ГАК (Грац), до складу якого приєднався 1998 року. Відіграв за команду з Граца наступні вісім сезонів своєї ігрової кар'єри. Більшість часу, проведеного у складі ГАКа, був основним гравцем захисту команди. За цей час виборов титул чемпіона Австрії та став триразовим володарем Кубка Австрії.
2007 року у клубу виникли фінансові проблеми, внаслідок яких ГАК втратив професійний статус. Відтоді колись іменитий клуб став виступати в аматорській регіональній лізі Австрії, а Йоахім покинув клуб і уклав контракт з «Аустрією» (Відень), у складі якої провів наступні три роки своєї кар'єри гравця. Граючи у складі віденської «Аустрії» також здебільшого виходив на поле в основному складі команди. За цей час додав до переліку своїх трофеїв ще два титули володаря Кубка Австрії.
До складу клубу «Штурм» (Грац) приєднався влітку 2010 року і за два сезони встиг відіграти за команду з Граца 59 матчів в національному чемпіонаті, ставши у сезоні 2010/11 вдруге у своїй кар'єрі чемпіоном Австрії.
Протягом сезону 2012/13 виступав за «Капфенберг», що виступав у другому за рівнем дивізіоні Австрії, після чого повернувся до елітного дивізіону, ставши гравцем «Вольфсберга». Відіграв за команду з Вольфсберга 126 матчів в національному чемпіонаті. влітку 2017 завершив кар'єру.

## Виступи за збірні
Протягом 2001–2003 років залучався до складу молодіжної збірної Австрії. На молодіжному рівні зіграв у 11 офіційних матчах.
22 жовтня 2007 року дебютував в офіційних матчах у складі національної збірної Австрії в товариській грі проти збірної Чехії, який завершився з рахунком 1-1.
У складі збірної був учасником чемпіонату Європи 2008 року в Австрії та Швейцарії, на якому зіграв лише в одному матчі. Після Євро перестав викликатись до складу збірної
Всього за п'ять років провів у формі головної команди країни 34 матчі, забивши 2 голи.

## Статистика

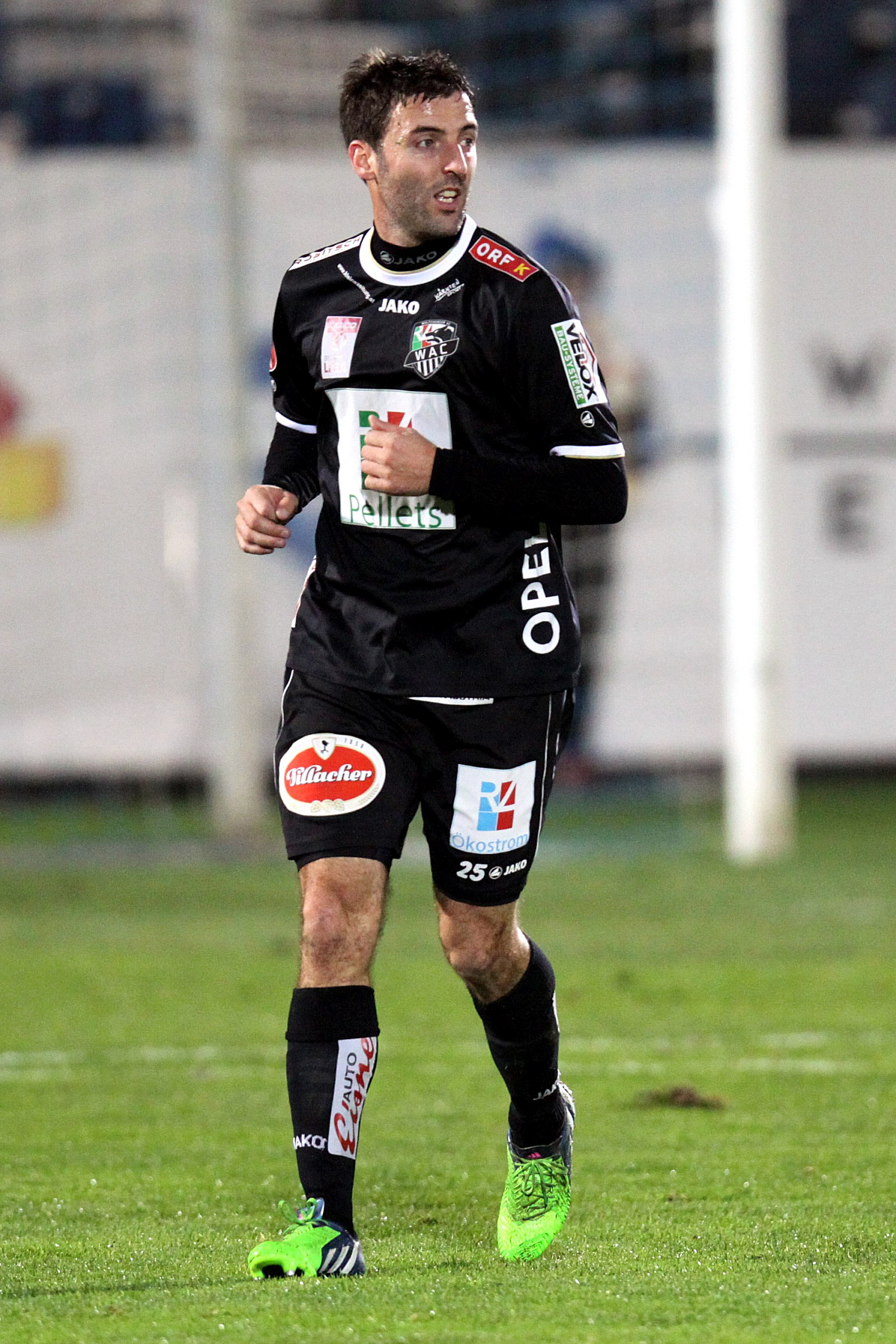
Йоахім Штандфест під час виступів за «Вольфсберг». 22 листопада 2014 року.

### Збірна
| Збірна Австрії | Збірна Австрії | Збірна Австрії |
| Роки           | Ігри           | Голи           |
| -------------- | -------------- | -------------- |
| 2003           | 1              | 0              |
| 2004           | 5              | 0              |
| 2005           | 3              | 1              |
| 2006           | 7              | 0              |
| 2007           | 11             | 1              |
| 2008           | 7              | 0              |
| Всього         | 34             | 2              |

## Титули і досягнення
- Чемпіон Австрії (2):

«Грацер»: 2003-04
«Штурм» (Грац): 2010-11
- Володар Кубка Австрії (5):

«Грацер»: 1999-00, 2001-02, 2003-04
«Аустрія» (Відень): 2006-07, 2008-09
- Володар Суперкубка Австрії (2):

«Грацер»: 2000, 2002